# Pomnik Włodzimierza Lenina w Słubicach
Pomnik Włodzimierza Lenina – pomnik przedstawiający popiersie wodza rewolucji październikowej, który znajdował się na ówczesnym placu im. Włodzimierza Lenina (obecnie plac Sybiraków) w Słubicach.

## Historia
W okresie PRL przy pomniku odbywały się oficjalne uroczystości państwowe (rocznica wybuchu rewolucji październikowej, rocznica bitwy pod Lenino, rocznica ogłoszenia Manifestu PKWN itp.).
Wskutek przemian ustrojowych w Polsce pomnik Lenina usunięto, a na jego miejsce postawiono Pomnik Sybiraków.